# Santiago Quiros
Santiago Alexander Quiros (4 de marzo de 2003, Avellaneda, Buenos Aires, Argentina) es un futbolista profesional que se desempeña como defensor central en Racing Club de la Primera División de Argentina.

## Trayectoria
Santiago Quiros llegó a las divisiones inferiores de Racing Club en 2022, de la mano de Pablo Gomis, quien era en su momento técnico interino de la reserva. Su debut como futbolista profesional se produjo el 13 de enero del 2023, jugando el primer tiempo del partido amistoso ante Racing Club de Montevideo.
Anteriormente tuvo un paso por las divisiones inferiores del club Boca Juniors donde se desempeñaba cómo volante o lateral. 
Debutó oficialmente en Racing Club el 22 de febrero de 2023, en un partido de Copa Argentina frente a San Martín de Formosa.

## Palmarés

### Torneos internacionales
| Título              | Equipo      | Sede           | Año  |
| ------------------- | ----------- | -------------- | ---- |
| Copa Sudamericana   | Racing Club | Asunción       | 2024 |
| Recopa Sudamericana | Racing Club | Rio de Janeiro | 2025 |